# Cesare Vivante
Cesare Vivante (Venezia, 6 gennaio 1855 – Siena, 5 maggio 1944) è stato un giurista e avvocato italiano.

## Biografia
Cesare Vivante nacque a Venezia nel 1855 da una famiglia ebraica di commercianti. Si laureò in giurisprudenza presso l'Università degli Studi di Padova e fu docente presso diverse università italiane, quali Roma, Parma e Bologna, affiancandovi la sua attività di avvocato.
Egli sostenne l'idea di unificare il diritto delle obbligazioni, così superando la dicotomia tra diritto commerciale e civile. Inoltre, egli utilizzò un metodo di studio empirico che lo caratterizzerà anche successivamente alla sua morte.
Scrisse Il trattato (1893). In prefazione venne affermato che i libri fino ad allora pubblicati seguivano ancora lo schema tipico dell'Esegesi. Per Vivante, invece, si deve costruire un sistema nuovo, in forza di leggi e consuetudini. Infatti, per l'autore il diritto commerciale deve basarsi sul ”diritto che viene dalle cose”, ossia sull'esigenza economica di avere determinate forme. In questa opera Vivante non segue l'ordine del Codice, bensì delinea degli schemi mentali completamente nuovi.
Vivante fondò nel 1903 la Rivista del diritto commerciale e del diritto generale delle obbligazioni.
Scrisse anche delle monografie in materia di contratto e di assicurazione.
Nel 1888, presso l'università di Bologna, pronunciò una prolusione che fece ben presto eco in tutta Italia. Bisogna osservare infatti, che il contesto nel quale Vivante parlò fu certamente pieno di grandi aspettative, vista la sua giovane età e la sua voglia di cambiamento. In questo discorso il professore criticò aspramente l'art.54 del Codice Mancini del 1882, in quanto secondo lui provocava molta confusione nello stesso sistema giuridico. 
A tal proposito, Vivante delineò quelle che secondo lui erano le lacune tecniche del Codice di Commercio italiano, quali un criterio di identificazione degli atti di commercio troppo incerto, in quanto non esisteva una vera e propria definizione di atto di commercio; la necessità di una causa preliminare che identifichi dove e come esercitare il proprio diritto. Tutto ciò secondo Vivante rendeva complessa la pratica giudiziaria e di conseguenza faceva diminuire la fede nella giustizia.
Per supportare questa sua tesi Vivante fece un excursus su quelle che erano le realtà dei Paesi vicini, che non avevano una divisione tra le due materie. Egli citò la Svizzera, in quanto essa aveva un diritto delle obbligazioni unificate, e la Germania, che aveva avuto l'ADHGB. Tuttavia, Vivante criticò la scelta tedesca di dividere diritto commerciale da diritto civile, che si ebbe nel 1896 con l'introduzione del BGB e del HGB. L'autore si avvicinò molto al pensiero tedesco, in particolar modo al metodo da loro utilizzato per costruire un nuovo sistema, seppur non riconoscendosi con la Pandettistica.
Inoltre, Vivante sottolineò che dall'unione delle due materie ne sarebbe conseguito un codice civile più aggiornato, grazie alla presenza del codice commerciale, e un codice commerciale con istituti  derivanti dal codice civile. Inoltre, ne sarebbe conseguito un miglioramento per i rapporti internazionali, grazie alla vocazione transnazionale che da sempre ha caratterizzato il diritto commerciale.
Vivante affermò nella sua prolusione che il Codice Mancini era una legislazione di classe, in quanto tutelava solo gli alti interessi economici e dimenticava di difendere le parti deboli dei contratti, quali i consumatori. Interessante è notare che per l'autore il termine “consumatori” si riveriva anche ai lavoratori. La tutela dei lavoratori infatti, era lasciata alla bontà dei datori di lavoro. Il primo testo che riguardava la materia del lavoro, sarà pubblicata nel 1901 da Barassi. A tal proposito si nota come Vivante si fosse avvicinato anche al socialismo giuridico, secondo cui il legislatore sarebbe dovuto intervenire in materia sociale. 
Infine, Vivante pose l'accento sul ruolo dell'assemblea degli azionisti, come unico vero organo di amministrazione all'interno della società.
Ebbe molti seguaci, tra cui Tullio Ascarelli e Angelo Sraffa, il quale tuttavia se ne distanziò.
L'Italia vide l'unificazione della materia civile e commerciale solo nel 1942 e tale fenomeno fu distinto dal pensiero di Vivante, che nel frattempo era cambiato. Tuttavia Vivante fu capace di rinnovare lo studio del diritto, permettendo contemporaneamente sia l'affermazione e l'attuazione di un metodo che fa del diritto una scienza di osservazione, sia il coordinamento di una costruzione dogmatica dei singoli istituti con i principi generali dell'ordinamento italiano.

## Opere
- Cesare Vivante, Trattato teorico pratico di diritto commerciale, 1895